# Republica Noua Granadă
Republica Noua Granadă a fost un stat din secolul al XIX-lea, ce consta în principal din teritoriile Columbiei și Panamei din prezent, cu mici porțiuni ale Ecuadorului și Venezuelei. Statul era o republică prezidențială și a fost creat după desființarea Marii Columbii în anul 1830.